# Кумка велика
Кумка велика (Bombina maxima) — отруйний вид земноводних з роду Кумка родини Кумкові. Інша назва «китайська кумка».

## Опис
Загальна довжина досягає 6,8—7,5 см. Голова товста. Очі середнього розміру. Надочні дуги високо підняті догори. Привушні залози (паротиди) не виражені. Тулуб масивний. Шкіру вкрито численними горбиками великого розміру. Кінцівки кремезні з розвиненими плавальними перетинками, особливо на задніх лапах. Забарвлення спини сіро-коричневе. Черево таке ж саме із сильним малиновим відтінком.

## Спосіб життя
Полюбляє озера, болота, ставки, канали, канави, береги з рясною рослинністю, гірську місцину, орні землі. Зустрічається на висоті 1800—3000 м над рівнем моря. Активна у присмерку. Живиться комахами.
Самиця відкладає яйця на водні рослини. Особливості парування та розмноження ще не достатньо вивчені.
Отрута цієї кумки використовується у китайській медицині.

## Розповсюдження
Мешкає у китайських провінціях Юньнань, Сичуань, Гуаньсі, Гуйчжоу, Хубей, інколи трапляється на півночі В'єтнаму.